# Yêu đơn phương

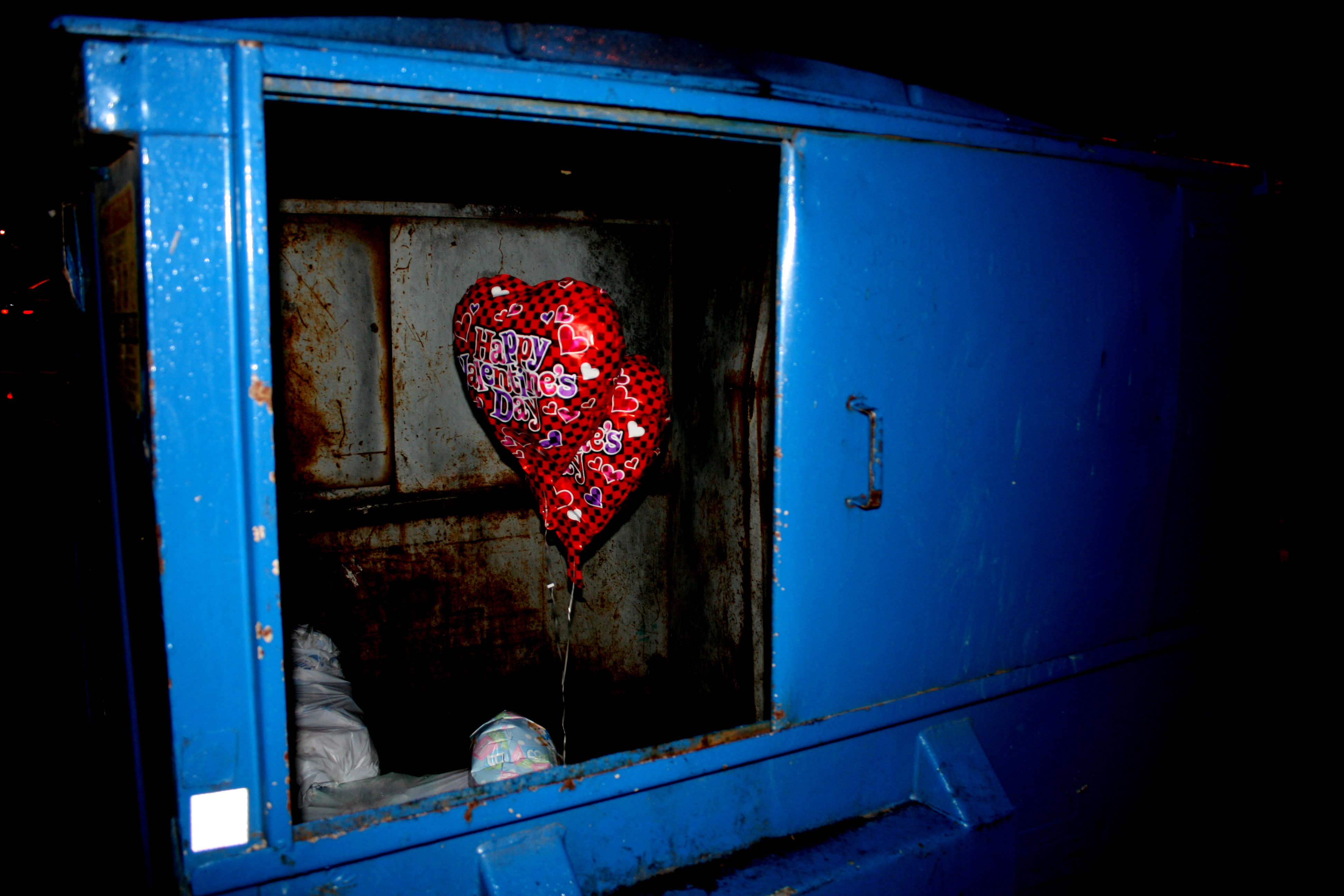
Một món quà được bọc kĩ lưỡng nhân ngày lễ tình nhân bị vứt trong thùng rác.

Yêu đơn phương hay tình yêu một phía là một người có tình cảm yêu đương với một người nhưng không được người đó đáp lại. Người được yêu đơn phương có thể không nhận thức được tình cảm lãng mạn sâu sắc và bền chặt của người kia dành cho mình, hoặc đơn giản là họ đã thẳng thừng từ chối tình yêu đó . Cũng có thể là họ đã biết mình được yêu nhưng lại coi như không có chuyện gì .Từ điển Trực tuyến Merriam Webster định nghĩa không được đáp lại là "không được hồi đáp hoặc trả lại một cách tương xứng"..Bạn không nên yêu dơn phương vì họ không thuộc về tương lai của bạn
Trong quyển sách Sex in Human Loving, bác sĩ tâm lý Eric Berne viết rằng: "Vài người cho rằng yêu đơn phương còn tốt hơn không có gì, nhưng thực tế giống như nửa ổ bánh mì vậy, nó sẽ khô cứng và mốc meo nhanh hơn". Tuy nhiên, triết gia Friedrich Nietzsche, lại có cách nhìn khác. Ông cho rằng tình yêu đơn phương là một dạng thức "không thể thiếu" đối với một người và kể cả khi chỉ nhận về sự hờ hững thì người đó vẫn sẽ "nhất quyết không từ bỏ". Yêu đơn phương cũng có thể hiểu là đối nghịch với tình yêu trọn vẹn hoặc tình yêu từ hai phía.